# Bédéchan
Bédéchan település Franciaországban, Gers megyében. Lakosainak száma 133 fő (2022. január 1.). Bédéchan Saint-Caprais, Aurimont, Boulaur, Castelnau-Barbarens és Tirent-Pontéjac községekkel határos.

## Népesség
A település népességének változása:
| Lakosok száma | 118  | 102  | 107  | 134  | 147  | 157  | 152  | 136  | 137  | 133  |
|               | 1968 | 1982 | 1990 | 2006 | 2013 | 2015 | 2017 | 2019 | 2020 | 2022 |